# Historický archiv Negotin
Historický archiv Negotin (srbsky Историјски архив Неготин) je kulturní instituce všeobecného významu, která se věnuje ochraně, uspořádání a archivování na území Borského okruhu v Srbsku. Jeho ředitelem je od roku 2014 Nenad Vojinović.

## Historie
Archiv byl v Negotinu založen dne 8. března 10952 jako Městský státní archiv v Negotinu (srbsky Gradska državna arhiva u Negotinu), návrh podalo ředitelství tehdejšího městského muzea. Do té doby se archivnictví věnovala obdobná instituce v Zaječaru. Často měnil archiv svůj název, současný je platný od roku 1996. V roce 1993 převzalo srbské ministerstvo kultury financování archivu. V témže roce do něj byla začleněna i další instituce tohoto typu z nedalekého Boru, čímž se rozšířila teritoriální působnost negotinského archivu i na opštiny Negotin, Kladovo, Majdanpek a Bor. Od roku 1998 vydává vlastní časopis s názvem Baštinik.